# Helius garcianus
Helius garcianus är en tvåvingeart som beskrevs av Alexander 1972. Helius garcianus ingår i släktet Helius och familjen småharkrankar. Inga underarter finns listade i Catalogue of Life.